# فورست لاو

فورست لاو.

الابن الفخور لمارشال لاو، فورست لاو (باليابانية: フォレスト・ロウ، بالروماجي: Foresuto Rou)، قام بالتدرب في دوجو والده لتحقيق خلافة والده وقوته. وكوالد مدافع، منع مارشال ابنه من المشاركة بأي بطولة خارج الدوجو.
صديق مارشال ومنافسه، باول فينيكس، مرة واحدة كل عدة أشهر ليتلاكم مع مارشال. وفي أحد الأيام، عندما وصل باول، كان مارشال في الخارج يشرف على بناء الدوجو الجديدة. أصر باول على أن ينضم إليه فورست في بعض التدريبات. رفض فورست الطلب، عالمًا أن والده سوف يرفض ذلك. لكن بول لم يتخذ رفض فورست كإجابة.
بغير علمه بقيود مارشال على القتال، اقترح باول على فورست أن ينضم إليه في بطولة ملك القبضة الحديدية 3. غضب مارشال عندما اكتشف ما حدث. وبالنسبة له، اعتبر مارشال ذلك كأن ابنه قد تم اختطافه.
فورست لاو لم يظهر فعلياً في سلسلة تيكن منذ تيكن 3 وتيكن تاغ تورنمنت (بالرغم من أن اسمه وشخصيته قد ذكرتا في البطولة). في تيكن 6، ظهر فورست لاو كرمز في مرحلة آسيا الريفية بالقرب من الجدران الزرقاء.

## وصلات خارجية
- تيكن ويكي
- تيكنبيديا الإنجليزية نسخة محفوظة 3 نوفمبر 2013 على موقع واي باك مشين.